# Droga wojewódzka nr 346
Droga wojewódzka nr 346 (DW346) – droga wojewódzka o długości około 69 km, leżąca na obszarze województwa dolnośląskiego. Trasa ta łączy Środę Śląską (DK94) w powiecie średzkim z miejscowością Godzikowice (DK94) w powiecie oławskim. Umożliwia objazd Wrocławia od południa dla podróżujących drogą krajową nr 94.

## Historia numeracji
Na przestrzeni lat trasa posiadała różne oznaczenia i kategorie/klasyfikacje:

| Numer | Kategoria                                                                                     | Przebieg | Lata obowiązywania | Źródło | Uwagi |
| --- | --------------------------------------------------------------------------------------------- | --- | ------------------ | --- | --- |
| Do 1945 roku trasa znajdowała się poza terytorium Polski. Nieznana numeracja w latach 1945 – 1952. |                                                                                               | |                    | | |
| ? | b.d.                                                                                          | Neumarkt (Środa Śląska) – Krintsch (Kryniczno) – Kanth (Kąty Wrocławskie) – Altenrode (Gniechowice) – Konradserbe (Wierzbice) – Prisselbach (Przecławice) – Alt-Schlesing (Stary Śleszów) – Göllnerhain (Gaj Oławski) – Rosenhain (Godzikowice) | do 1945            | Der Große Conti-Atlas für Kraftfahrer 1:500 000, wyd. 18, Kartographischer Verlag der Continental Caoutchouc-Compagnie G.m.b.H., Hannover 1938 (niem.). | nieznana numeracja |
| ? | • droga drugorzędna / droga lokalna („droga inna”): do 1985 r. • droga krajowa: od 30 IX 1985 | Środa Śląska – Kryniczno – Rakoszyce – Pełcznica – Kąty Wrocławskie – Gniechowice – Wierzbice – Przecławice – Węgry – Śleszów – Gaj Oławski – Godzikowice                                                                                       | 1952 – 1970        | - Atlas samochodowy Polski. Warszawa: Państwowe Przedsiębiorstwo Wydawnictw Kartograficznych, 1958. Brak numerów stron w książce - Mapa samochodowa Polski 1:1 000 , Warszawa: Państwowe Przedsiębiorstwo Wydawnictw Kartograficznych, 1962. Brak numerów stron w książce - Atlas samochodowy Polski 1:500 000. Wyd. IV. Warszawa: Państwowe Przedsiębiorstwo Wydawnictw Kartograficznych, 1965. Brak numerów stron w książce | 1. brak danych na temat numeracji 2. kategorie na podstawie materiałów źródłowych |
| x29 | • droga państwowa IV klasy: do 1985 r. • droga krajowa: od 30 IX 1985                         | Środa Śląska – Rakoszyce – Kąty Wrocławskie – Gniechowice – Wierzbice – Węgry – Gaj Oławski | 1970 – 1986 (?)    | Województwo wrocławskie: sieć dróg państwowych 1:300 000, 1970. | • litera x była przypisana do tablic rejestracyjnych z ówczesnego województwa wrocławskiego • kategoria na podstawie źródła • mapy i atlasy PPWK nie podają numeracji oraz przedstawiają drogę jako drugorzędną      |
| x160 | • droga państwowa V klasy: do 1985 r. • droga krajowa: od 30 IX 1985                          | Gaj Oławski – Godzikowice | 1970 – 1986 (?)    | Województwo wrocławskie: sieć dróg państwowych 1:300 000, 1970. | • litera x była przypisana do tablic rejestracyjnych z ówczesnego województwa wrocławskiego • kategoria na podstawie źródła • mapy i atlasy PPWK nie podają numeracji oraz przedstawiają drogę jako lokalną („inną”) |
| 346 | • droga krajowa: 30 IX 1985 – 31 XII 1998 • droga wojewódzka: od 1 I 1999                     | Środa Śląska – Kąty Wrocławskie – Gaj Oławski – Godzikowice | od 14 II 1986      | \| Lista źródeł \| \| ------------------------------------------------------------------------------------------------------------------------------------------------------------------------------------------------------------------------------------------------------------------------------------------------------------------------------------------------------------------------------------------------------------------------------------------------------------------------------------------------------------------------------------------------------------------------------------------------------------------------------------------------------------------------------------------------------------------------------------------------------------------------------------------------------------------------------------------------------------------------------------------------------------------------------------------------------------------------------------------------------------------------------------------------------------------------------------------------------------------------------------------------------------------------------------------------------------------------------------------------------------------------------------------------------------------------------------------------------------------------------------------------------------------------------------------------------------------------------------------------------------------------------------------------------------------------------------------------------------------------------------------------------------------------------------------------------------------------------------------------------------------------------------------------------------------------------------------------------------------------------------------------------------------------------------------------------------------------------------------------------------------------------------------------------------------------------------------------------------------------------------------------------------------------------------------------------------------------------------------------- \| \| - Uchwała nr 192 Rady Ministrów z dnia 2 grudnia 1985 r. w sprawie zaliczenia dróg do kategorii dróg krajowych (M.P. z 1986 r. nr 3, poz. 16) - Polska: atlas samochodowy 1:300 000, wyd. pierwsze, Warszawa/Wrocław: Polskie Przedsiębiorstwo Wydawnictw Kartograficznych, 1992, ISBN 83-7000-080-0. Brak numerów stron w książce - Polska: mapa samochodowa 1:700 000, wyd. 1, Szczecin: Wydawnictwo Kartograficzne KOMPAS, 1996–1997, ISBN 83-904373-2-5. Brak numerów stron w książce - Polska: mapa samochodowa 1:700 000, wyd. II Zmienione i poprawione, Szczecin: Wydawnictwo Kartograficzne KOMPAS, 1997–1998, ISBN 83-904373-3-3. Brak numerów stron w książce - Rozporządzenie Rady Ministrów z dnia 15 grudnia 1998 r. w sprawie ustalenia wykazu dróg krajowych i wojewódzkich (Dz.U. z 1998 r. nr 160, poz. 1071) - Polska: mapa samochodowa z podziałem administracyjnym 1:700 000, wyd. V Zmienione, poprawione i uaktualnione, Szczecin: Wydawnictwo Kartograficzne KOMPAS, 1999–2000, ISBN 83-904373-7-6. Brak numerów stron w książce - POLSKA Atlas drogowy 1:200 000. Mapy Ścienne Beata Piętka, 2000. Brak numerów stron w książce - Polska: autoatlas 1:300 000, Autoatlas opracowano dla potrzeb Polskiego Koncernu Naftowego ORLEN Spółka Akcyjna, Warszawa: ABW Sp. z o.o., 2001, ISBN 83-915542-0-1. Brak numerów stron w książce - Polska: mapa samochodowa z podziałem administracyjnym 1:700 000, wyd. XII Zmienione, poprawione i uaktualnione, Szczecin: Wydawnictwo Kartograficzne KOMPAS, 2004–2005, ISBN 83-904373-7-6. Brak numerów stron w książce - Polska: mapa samochodowa z podziałem administracyjnym 1:700 000, wyd. XIV Zmienione, poprawione i uaktualnione, Szczecin: Wydawnictwo Kartograficzne KOMPAS, 2005–2006, ISBN 83-904373-7-6. Brak numerów stron w książce - Polska 2016: mapa samochodowa 1:700 000, wyd. XXVII, Dom Wydawniczy PWN, 2016, ISBN 978-83-7705-942-5. Brak numerów stron w książce - Polska 2017: atlas samochodowy 1:200 000 dla profesjonalistów, wyd. IX, Warszawa: Dom Wydawniczy PWN, 2017, ISBN 978-83-7705-978-4. Brak numerów stron w książce - Polska 2020/2021: mapa samochodowa 1:700 000, Grupa PWN, 2020, ISBN 978-83-65808-36-3. Brak numerów stron w książce \| | |
| Lista źródeł |                                                                                               | |                    | | |
| - Uchwała nr 192 Rady Ministrów z dnia 2 grudnia 1985 r. w sprawie zaliczenia dróg do kategorii dróg krajowych (M.P. z 1986 r. nr 3, poz. 16) - Polska: atlas samochodowy 1:300 000, wyd. pierwsze, Warszawa/Wrocław: Polskie Przedsiębiorstwo Wydawnictw Kartograficznych, 1992, ISBN 83-7000-080-0. Brak numerów stron w książce - Polska: mapa samochodowa 1:700 000, wyd. 1, Szczecin: Wydawnictwo Kartograficzne KOMPAS, 1996–1997, ISBN 83-904373-2-5. Brak numerów stron w książce - Polska: mapa samochodowa 1:700 000, wyd. II Zmienione i poprawione, Szczecin: Wydawnictwo Kartograficzne KOMPAS, 1997–1998, ISBN 83-904373-3-3. Brak numerów stron w książce - Rozporządzenie Rady Ministrów z dnia 15 grudnia 1998 r. w sprawie ustalenia wykazu dróg krajowych i wojewódzkich (Dz.U. z 1998 r. nr 160, poz. 1071) - Polska: mapa samochodowa z podziałem administracyjnym 1:700 000, wyd. V Zmienione, poprawione i uaktualnione, Szczecin: Wydawnictwo Kartograficzne KOMPAS, 1999–2000, ISBN 83-904373-7-6. Brak numerów stron w książce - POLSKA Atlas drogowy 1:200 000. Mapy Ścienne Beata Piętka, 2000. Brak numerów stron w książce - Polska: autoatlas 1:300 000, Autoatlas opracowano dla potrzeb Polskiego Koncernu Naftowego ORLEN Spółka Akcyjna, Warszawa: ABW Sp. z o.o., 2001, ISBN 83-915542-0-1. Brak numerów stron w książce - Polska: mapa samochodowa z podziałem administracyjnym 1:700 000, wyd. XII Zmienione, poprawione i uaktualnione, Szczecin: Wydawnictwo Kartograficzne KOMPAS, 2004–2005, ISBN 83-904373-7-6. Brak numerów stron w książce - Polska: mapa samochodowa z podziałem administracyjnym 1:700 000, wyd. XIV Zmienione, poprawione i uaktualnione, Szczecin: Wydawnictwo Kartograficzne KOMPAS, 2005–2006, ISBN 83-904373-7-6. Brak numerów stron w książce - Polska 2016: mapa samochodowa 1:700 000, wyd. XXVII, Dom Wydawniczy PWN, 2016, ISBN 978-83-7705-942-5. Brak numerów stron w książce - Polska 2017: atlas samochodowy 1:200 000 dla profesjonalistów, wyd. IX, Warszawa: Dom Wydawniczy PWN, 2017, ISBN 978-83-7705-978-4. Brak numerów stron w książce - Polska 2020/2021: mapa samochodowa 1:700 000, Grupa PWN, 2020, ISBN 978-83-65808-36-3. Brak numerów stron w książce |                                                                                               | |                    | | |

## Dopuszczalny nacisk na oś
Od 13 marca 2021 roku na drodze dopuszczalny jest ruch pojazdów o nacisku pojedynczej osi do 11,5 tony z wyjątkiem określonych miejsc oznaczonych znakiem zakazu B-19.

### Do 13 marca 2021 r.
Wcześniej na całej długości drogi dozwolony był ruch pojazdów o nacisku pojedynczej osi do 8 ton.

## Miejscowości leżące przy trasie DW346
- Województwo dolnośląskie
  -  Powiat średzki
    - Środa Śląska (DK94)
    - Jugowiec
    - Kryniczno
    - Gozdawa
    - Rakoszyce
    - Świdnica Polska
    - Wilków Średzki
    - Sobkowice

  -  Powiat wrocławski
    - Pełcznica
    - Kąty Wrocławskie (DW362, DW347)
    - Sośnica (A4, DW347)
    - Krobielowice
    - Gniechowice (DK35)
    - Owsianka
    - Wierzbice
    - Szczepankowice
    - Przecławice
    - Marcinkowice

  -  Powiat wrocławski
    - Węgry
    - Stary Śleszów
    - Nowy Śleszów

  -  Powiat oławski
    - Piskorzów
    - Wierzbno
    - Marszowice
    - Gaj Oławski
    - Jaczkowice
    - Godzikowice (DK94)